# Liu Lizhe
Liu Lizhe (chiń. 劉麗哲; ur. 28 września 1975) – chińska judoczka. Olimpijka z Atlanty 1996, gdzie zajęła szesnaste miejsce w kategorii 61 kg.
Srebrna medalistka mistrzostw Azji w 1995 roku.

## Letnie Igrzyska Olimpijskie 1996
| Konkurencja     | Walki                | Klas. końcowa |
| Konkurencja     | 1/8                  | Miejsce       |
| --------------- | -------------------- | ------------- |
| waga półśrednia | İlknur Kobaş (TUR) P | XVI           |